# Multipleks kinowy

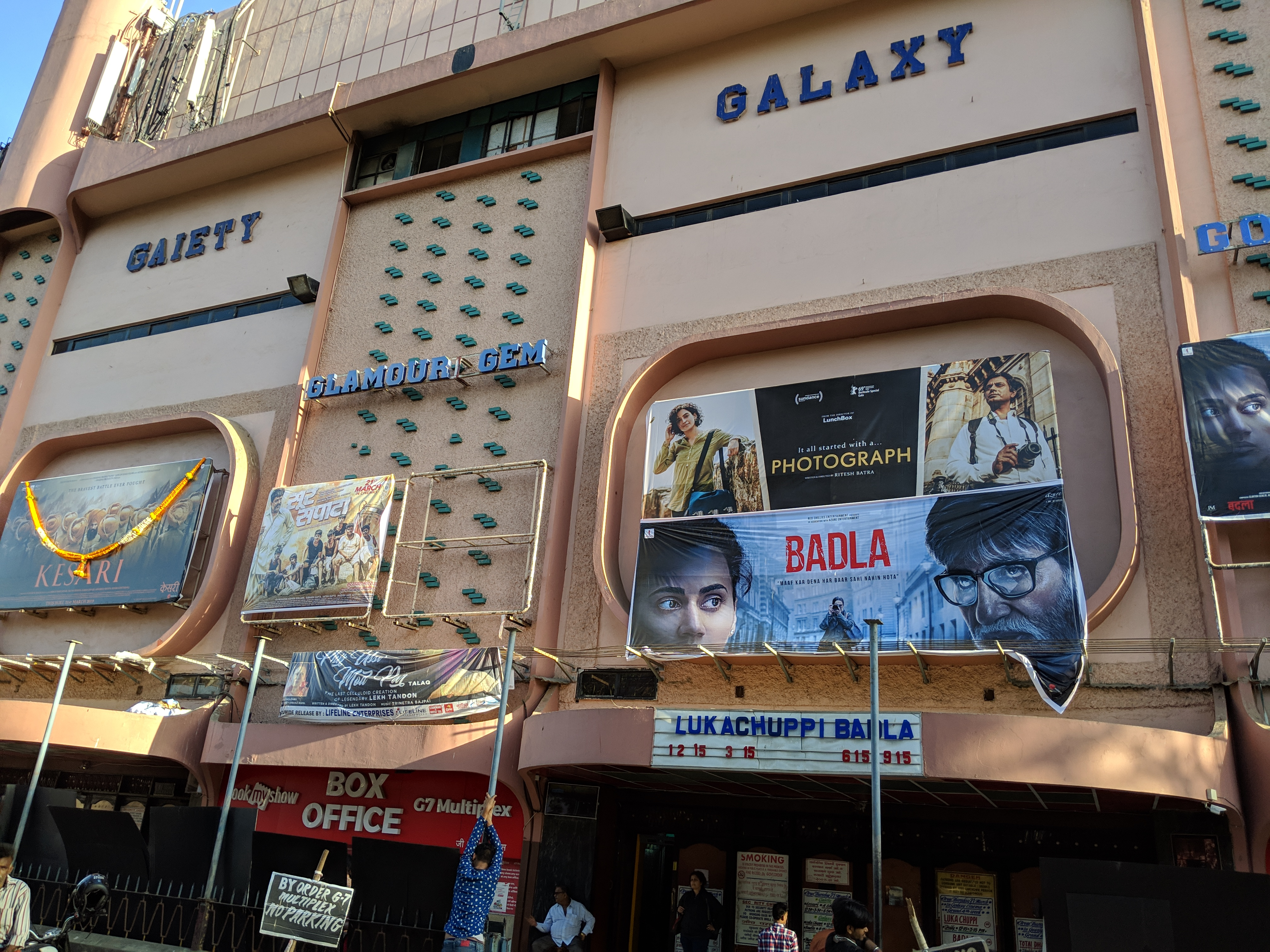
Multipleks

Multipleks – budynek, w którym znajduje się wiele sal kinowych, zwykle więcej niż 6.
Większe od multipleksów są megapleksy, które zawierają dużo więcej sal, zwykle więcej niż 20.

## Sieci multipleksów w Polsce
- Cinema 3D (2010–2022)
- Cinema City
- Cinema Lumiere
- Helios
- Kinoplex (1995–2007)
- Multikino
- Planet Cinema
- Silver Screen (do 2008)
- Ster Century (1999–2002)

## Sieci multipleksów na świecie
- AMC - sieć multipleksów w USA
- Cinemark - sieć multipleksów w USA
- REGAL Entertainment Group - sieć multipleksów w USA
- CJ CGV - sieć multipleksów w Korei Południowej